# Pocket Monsters
Pocket Monster es el primer manga de la franquicia de Pokémon. La publicación se inició en 1996 en la antología mensual de manga CoroCoro de la editorial Shōgakukan y ha estado en Japón desde entonces. Es muy popular entre todos los mangas de Pokémon existentes en Japón, con compilaciones gráficas novedosas que venden sobre 300,000,000 copias hasta la fecha. El manga fue incorporado en un episodio de la serie televisiva (anime).
El manga se divide en tres sagas: Pocket Monster s(14 tomos), Pocket Monsters R-S (6 tomos) y Pocket Monsters D-P (2 tomos hasta la fecha).
A pesar de todo su éxito en Japón, Pocket Monsters  es virtualmente desconocido fuera de Japón. El manga nunca se tradujo al inglés, posiblemente debido a su humor —demasiado «japonés» lo cual dificultó su distribución internacional— así como a su contenido sexual (se puede notar claramente los genitales de Red y PiPi).
El mundo del manga de Pocket Monsters  es diferente de cualquier otra versión de la franquicia. Mientras el manga incorpora la historia y los elementos básicos del videojuego, la serie coloca la mayor parte de su énfasis en el relleno de cada capítulo con muchas bromas evidentes y situaciones absurdas. Todos los pokémon en el manga pueden hablar el idioma humano, y cuando lo hacen, dicen generalmente una sílaba o dos de su nombre en el fin de cada oración. Los pokémon pueden tener trabajos, como los humanos, y tienen las aventuras al costado los animales (como peces y pájaros). Los pokémon pueden evolucionar a voluntad.
El mangaka responsable de Pocket Monsters es Anakubo Kousaku. Anabuko nació en la Prefectura de Iwate el 18 de abril de 1957. Debutó como mangaka en 1980 en "Super Gyaru Love" (Suupaa Gyaru wa o Tsuki), publicado en la revista de manga para chicos adolescentes Weekly Shonen Sunday. Su carrera de mangaka abarca:
- 1980 - Super Gyaru Love (Suupaa Gyaru wa o Tsuki)
- 1983 - An Interesting Science Game
- 1984 - Manga Quiz Guiness Book
- 1991 - The Legendary Mechanized Master Fencer
- 1992 - I Am a Boy! Kunio-kun (Ore wa Otoko da! Kunio-kun)
- 1996 - Pocket Monsters
- 1997 - Origin Boy Gyao
- 2003 - Pocket Monsters RS Compilation

- Datos: Q855829